# شلن (عملة معدنية)

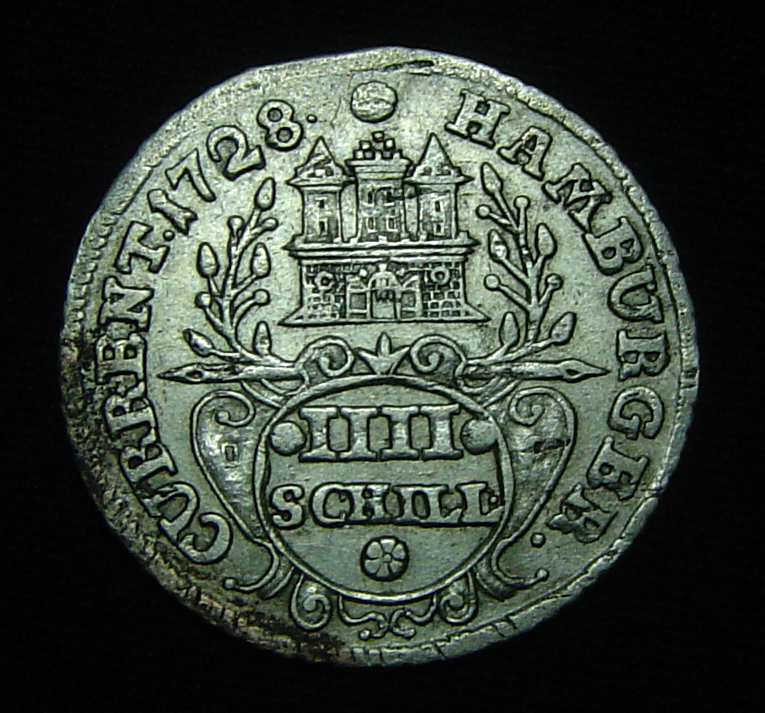
ظهر عملة هامبورغ فئة 4 شلن (Courantmünze)، 1728

الشلن هو اسم عملة معدنية في العديد من الدول الأوروبية التاريخية التي أعطت اسمها للشلن الإنجليزي. الشلن عملة سابقة في العديد من الدول الناطقة بالألمانية في الإمبراطورية الرومانية المقدسة، بما في ذلك مدن هامبورغ، لوبيك الهانزية، مارش براندنبورغ، دوقيات بافاريا، مكلنبورغ، وفورتمبيرغ. كما استخدم في سويسرا والنمسا، حيث قُدم الشلن الفضي في عام 1923.

## تاريخ
يُطلق اسم الشلن في الأصل على العملة الذهبية المسكوكة سوليدوس، وهي خليفة العملة الذهبية في أواخر العصورالقديمة. أدى إصلاح العملة في عهد شارلمان في عام 794 إلى إنشاء عملة فضية جديدة حددت ما يلي:
1 جنيه كارولينجيان فضي (يساوي حوالي 406 ½ غرام) = 20 شلن (سوليدي) = 240 الفنغ (الديناري).
مع ذلك، لم تُسك عملة السوليدوس أو الشلن الفضي في العصر الكارولنجي. لم تُسك سوى بنسات فضية واحدة فقط. في إمبراطورية فرنسا منذ حوالي عام 800 بعد الميلاد، كانت العملة الفضية الخالصة فقط هي العملة الصالحة، وكان وزن العملة يعتمد على الجنيه. العملات الذهبية (شلنات الذهب) استثناءً نادرًا. وهكذا كان السوليدوس مجرد عملة حسابية فضلاً عن كونه وحدة للوزن ويعادل بالذهب 12 بنفنغًا فضيًا.
انخفض محتوى الفضة في البفينغ على مدى القرون القليلة التالية. ابتداءً من حوالي عام 1150 فصاعدًا، بالإضافة إلى الدينار الصغير، الذي انخفضت قيمته بشكل كبير، سُكت عملات بفينغ دناريس جروسي ذات فئات متعددة أثقل وزنًا في شمال إيطاليا. من الكلمة الإيطالية Grossino (denarius grossus) جاء اسم غروشن. بناءً على الوضع النقدي المحلي، كانت قيمة هذه البفنغات المتعددة ضعف قيمة البفنغ الواحد المخفض القيمة، وفي كثير من الأحيان 12 ضعفًا وحتى 20 ضعفًا. لم يعد الشلن مجرد اسم لكمية قدرها 12 بفنيغ. وفي شكل الغروشن، كانت هناك أيضًا عملات معدنية كانت (في بعض الأحيان) قيمتها 12 بفنيغ.
في شمال ألمانيا، منذ العصور الوسطى العليا، يُعتبر الشلن على نطاق واسع الجزء السادس عشر من مارك لوبيش مقسمًا إلى 12 بفينغ، ومعتادًا منذ إصلاح العملة الكارولنجية. كانت الشلنات الفضية الألمانية في العصر الحديث قابلة للمقارنة بالجروشن، وظلت قيمتها في الغالب 12 بفنيغ.
الاختصار للشلن هو ß أو ßl في العديد من الوثائق التي تعود إلى العصور الوسطى والحديثة.

## الإمبراطورية الرومانية المقدسة

### هامبورغ ولوبيك
منذ العصور الوسطى، اعتمدت هامبورغ ولوبيك عملتهما على مارك لوبيش الذي يساوي 16 شلنًا ويساوي 12 بفنيغًا لكل منهما. في عام 1619، استخدم الرايخستالر الذي سُك وفقًا لمعيار 9 تالر كوحدة حساب القيمة المستقرة لبنك هامبورغ، وهي بانكو تالر أو بانكو تالر. ثم أصبح الرايخستالر هو الأساس المشترك للعملتين المارك والشلن في هامبورغ ولوبيك في عام 1622. منذ ذلك العام، قُسم الرايخستالر إلى ثلاثة ماركات بالضبط. وبعبارة أخرى، من كمية الفضة التي سُك 9 تالر منها، كان من الممكن سك 27 ماركًا.
في هامبورغ بين عامي 1730 و1764، سُك حوالي 110,000 عملة سبيسيستالر وفقًا لمعيار 9 تالر (درجة النعومة 888 8 / 9؛ الوزن الإجمالي 29.2 غ). في سجلات Speciesthalers لعام 1761-1764 سُجل وجود 48 نوعًا من الشلن أيضًا. كان من الضروري تسمية الشلن بعملة معدنية من نوع معين لأن محتوى الفضة في الشلنات في العملة الحالية في هامبورغ التي قُدمت في عام 1725 كان حوالي 5/6 فقط من نوع الشلن. سكت هامبورغ عملات معدنية من فئة 6، 12، و24 شلنًا على نطاق صغير في عام 1762.
كانت الخلفية للتمييز بين أنواع الشلن والشلن الكورانت هي القرار المتخذ في عام 1725 بالتحول إلى معيار 34 علامة. وظل الشلن هو النوع الرئيسي من العملات. كانت العلاقة 1 شلن = 12 بفنغ سهلة الفهم في ذلك الوقت، حيث يُشار إلى نصف الشلن باسم سيشلنج ("ستة") وربع الشلن باسم <i id="mwew">دريلينج</i> ("ثلاثة أر"). لم تثسك عملات البفنغ الفردية. ظلت العلامة وحدة محاسبية خالصة (Zählmark). سُكت قطعة واحدة من فئة شلن كعملات معدنية من فئة Scheidemünzen و2 و4 و8 و16 و32 شلن كعملات معدنية. ظلت الشلنات تُضرب في هامبورغ حتى عام 1862.
توقفت مدينة لوبيك عن سك العملات المعدنية بعد عام 1801 لكنها استمرت في استخدام نفس نظام العملة الذي استخدمته هامبورغ حتى توحيد ألمانيا. بحلول وقت تقديم المارك الألماني في عام 1873، تشكل عملة هامبورغ 61% من العملات المعدنية المتداولة في لوبيك.

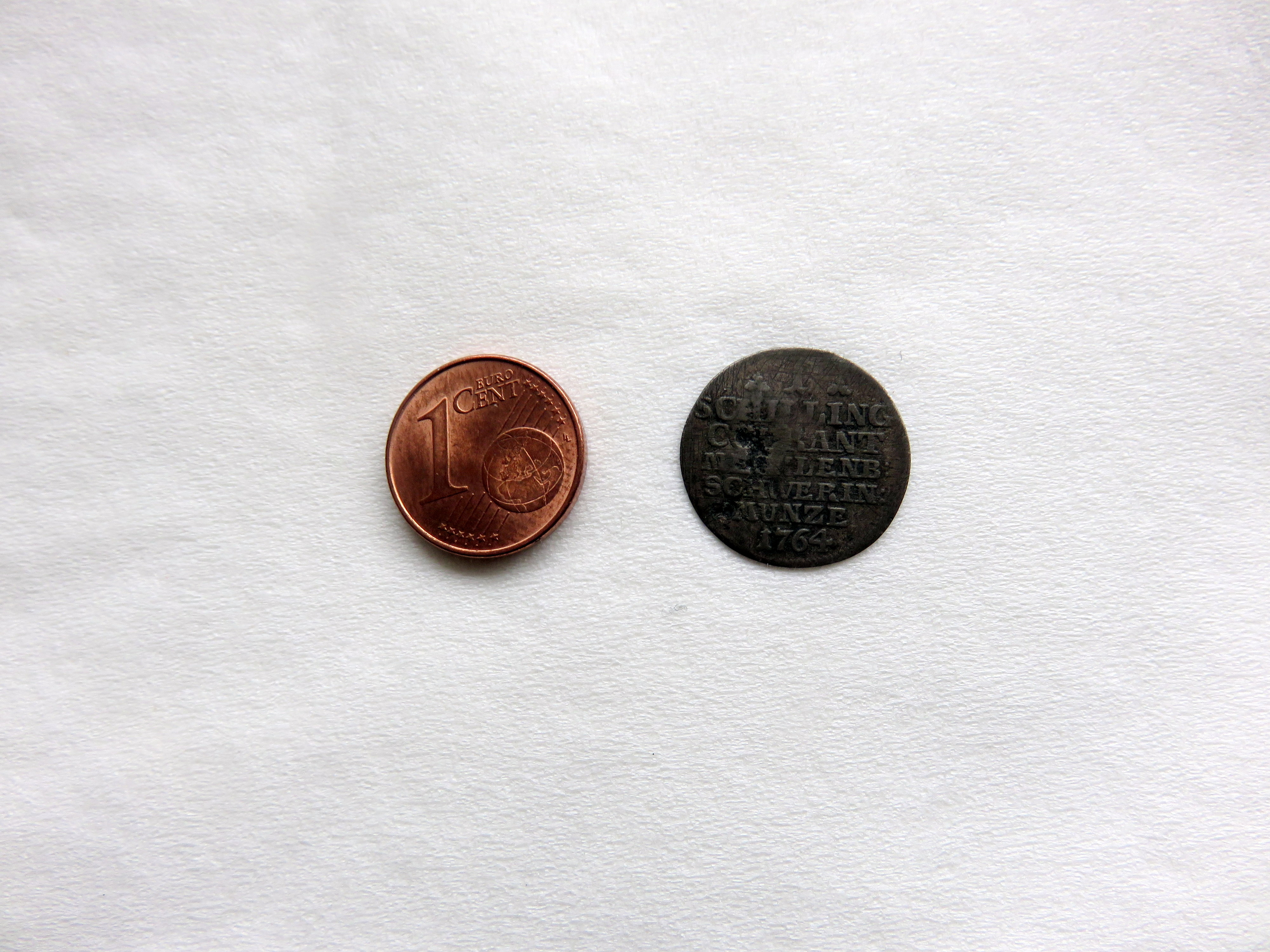
1 شيلينغ كورانت، مكلنبورغ شفيرين، 1764 (مقارنة الحجم)

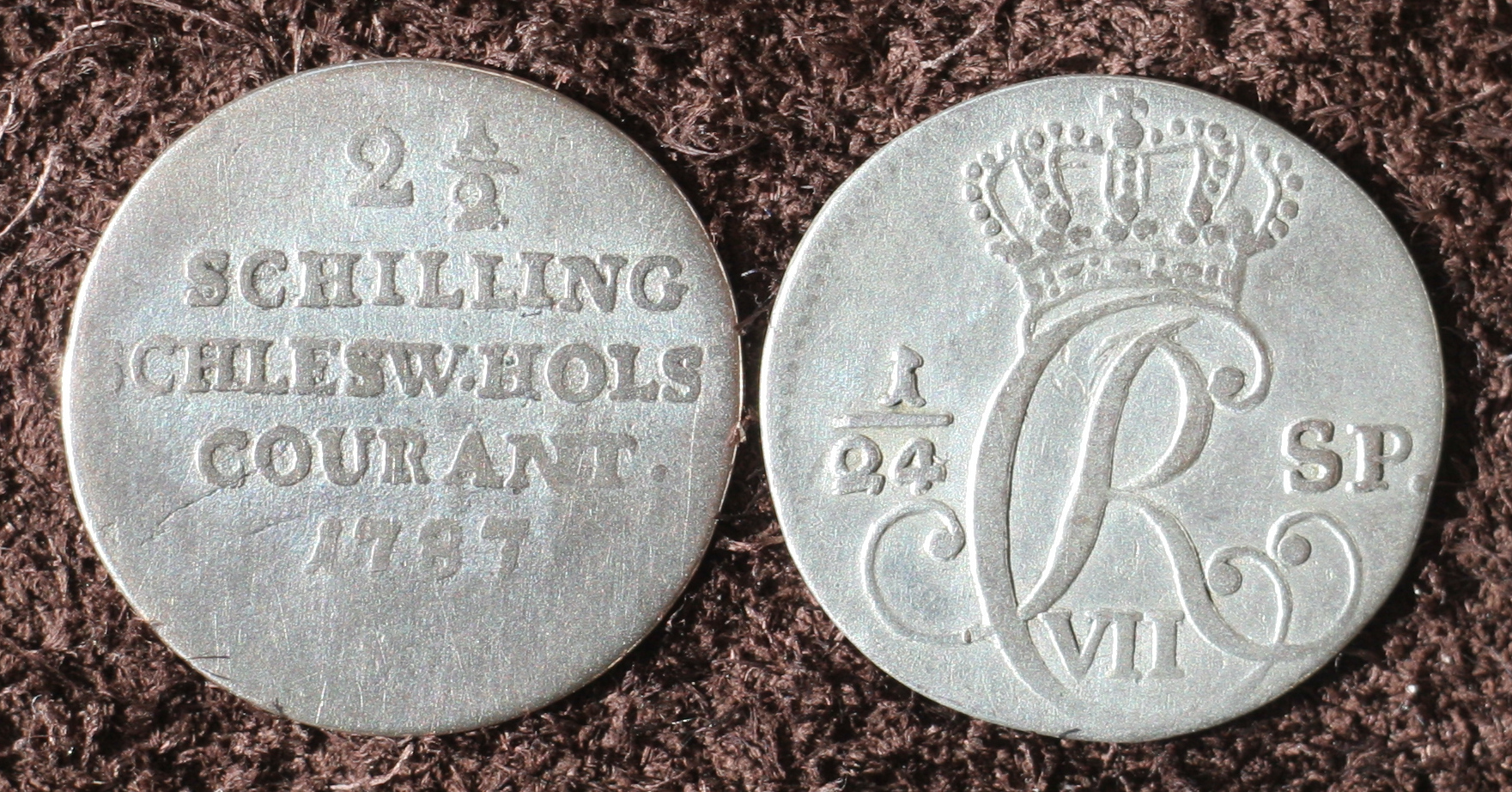
2 ، شليسفيج هولشتاين، كورانت، 1787

### مكلنبورغ
في مكلنبورغ، يتوفق الشلن في البداية مع الشلن في لوبيك وهامبورغ. ومع ذلك، فمنذ حوالي عام 1325، 11⁄2 بعده 2 شلن Wendisch (أي مكلنبورغ) يتوافق مع 1 شلن لوبيك؛ 21⁄2 شلن وندي إلى 1 شلن براندنبورغ. في القرنين 16و17، يعادل 24 شلنًا, 1 جولدن، منذ القرن السابع عشر، أصبح 48 شلنًا يعادل 1 تالر. طبق التقسيم الأخير من 1 تالر = 48 شلن لكل 12 بفنيغ في ولايتي مكلنبورغ حتى إدخال العملة الإمبراطورية في عام 1871، حيث احتسب التالر آنذاك على أنه 3 ماركات جديدة.

### فورتمبيرغ
في فورتمبيرغ، سُكت الشلنات حتى القرن 17. كانت الفئات المبكرة 61⁄2 شلن مقابل قطعة واحدة من نورمبرج (1396)، 7 إلى قطعة واحدة من أولم (1404)، و10 إلى قطعة واحدة من الفضة النقية (1482، 1493، 1509).

### بافاريا
في بافاريا في أواخر العصور الوسطى، تميز "الشلن القصير" الذي يقدر بـ 12 بفنيغ و"الشلن الطويل" الذي يقدر بـ 30 بفنيغ.

## النمسا

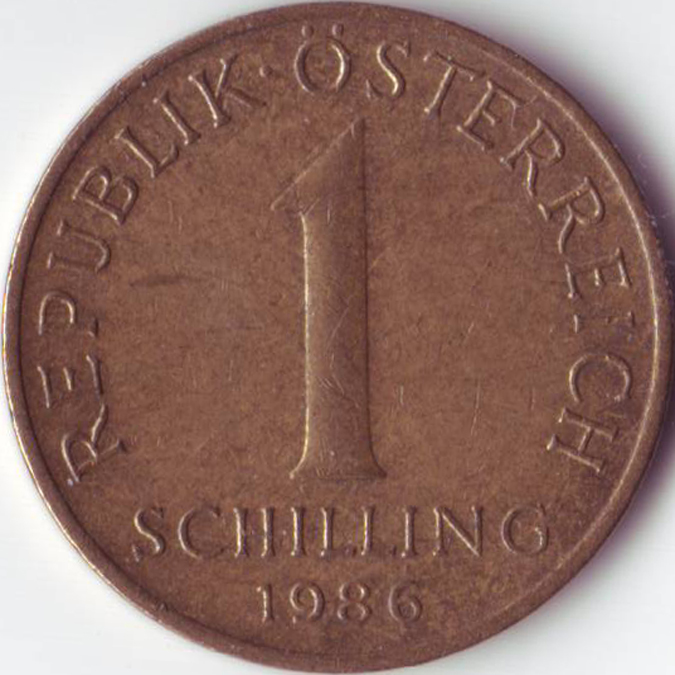
عملة معدنية بقيمة 1 شلن، 1986

كما هو الحال في بافاريا، كان في النمسا في العصور الوسطى شلنات قصيرة وطويلة بقيمة 12 و30 بفنيغًا على التوالي. في القرن 19، يعادل مصطلح الشلن 30 بفنيغًا أو 7½ كروزر في لهجات سالزبورغ والنمسا العليا.
من عام 1925 إلى عام 1938 ومن عام 1945 إلى عام 1998 كان الشلن وحدة محاسبية بالإضافة إلى كونه عملة، لكن من عام 1999 حتى تقديم اليورو في عام 2002، أصبح الشلن وحدة نقدية فقط. من عام 1938 إلى عام 1945، كان الرايخ مارك هو أساس العملة النمساوية. يُمكن استبدال العملات المعدنية والأوراق النقدية الشلن التي كانت متداولة آخر مرة في البنك الوطني النمساوي لفترة زمنية غير محدودة، ولكن ليس السلاسل القديمة التي سُحبت.
الشلن أيضًا هو اسم العملة المستخدمة في تجربة العملة التي أجراها وارغل في عامي 1932 و1933.

## الدول الاسكندنافية
انتقلت عملة الشلن أو السكيلينغ من شمال ألمانيا إلى الدول الاسكندنافية.

### الدنمارك
كان الملك كريستوفر الثالث، أمير بالاتينات-نيوماركت وملك الدنمارك من عام 1440 إلى عام 1448، صاحب أول عملية سك للنقود المعدنية في الدنمارك. السكيلينغات الدنماركية، وتعادل 16 للمارك و96 للتالر الدنماركي، تعتمد على شلنات هامبورغ ولوبيك. مع محتواها المتقلب من الفضة، ظلت هذه العملات فئة مهمة من العملات الدنماركية حتى استبدلت في عام 1875 بالكرونة الدنماركية بقيمة 100 أوري.

#### شليسفيغ وهولشتاين
ادخلت عملة شليسفيج هولشتاين الشلن في عام 1788 إلى دوقيات شليسفيج وهولشتاين، كانت آنذاك جزءًا من الدولة الدنماركية الموحدة. كانت الفئة المرجعية هي Speciestthaler لمعيار 9¼ تالر. 60 شلن كورانت صنع Speciesthaler. سُكت عملات دريلينج وسيشلينغ وسيشلينغ مزدوج كعملات شيديمونزن وعملات بقيمة 2.5 إلى 60 شلن كعملة نقدية كاملة على أبعد تقدير حتى عام 1812.
اسم العملة هو أحد الفئات القليلة التي ارتبطت فيها الدوقيتان المنفصلتان بواصلة، حتى قبل أن يُسيس المصطلح من قِبل "شليسفيج هولشتاين" في حرب شليسفيغ الأولى.

### النرويج
في النرويج، قدم الملك الدنماركي النرويجي جون الأول الشلن في أوائل القرن 16. وسُكت من قِبل الملك في بيرغن ومن قِبل رئيس الأساقفة النرويجي في نيداروس (تروندهايم). في البداية، قُيم الشلن بـ 12 بفينيغ. منذ عام 1628، الشلن هو أصغر وحدة في النظام النقدي النرويجي: من عام 1635 إلى عام 1813، كان 96 شلن يساوي 1 رايخستالر، ومن عام 1813 إلى عام 1816، يساوي 1 رايخ بانكتالر، ومن عام 1816 حتى إدخال الكرونة النرويجية في عام 1875، كان يساوي 120 شلنًا <i id="mw9Q">سبيسيدالر</i> نرويجي.

### السويد
في السويد، قُدم الشلن كعملة حسابية في عام 1776؛ وكان الرايخستالر الواحد يتكون من 48 شلنًا، كل منها يتكون من 12 رونستيكا. كما سُكت الشلنات أيضًا في الفترة من عام 1802 إلى عام 1855.

## الأدب
- Bayerisches Wörterbuch بقلم يوهان أندرياس شميلر ، المجلد. II²، العمود 397–401، شيلينغ .
- Deutsches Rechtswörterbuch ، المجلد. 12، خاص 641–648، شيلينغ .
- Lorenzo Fedel: Schilling بالألمانية وبالفرنسية وبالإيطالية من قاموس سويسرا التاريخي على الإنترنت. القاموس
- هاينز فنجلر، جيرهارد جيرو، ويلي أنغر: ترانسبريس ليكسيكون. علم العملات (الطبعة الرابعة المنقحة). Transpress Verlag für Verkehrswesen، برلين 1988 (ردمك 3-344-00220-1).
- Mecklenburgisches Wörterbuch، المجلد. 7، خاص 66–69، شيلينغ .
- Schwäbisches Wörterbuch، المجلد. V، خاص 837 ف. شيلينغ .
- Schweizerisches Idiotikon ، المجلد. ثامناً، خاص 574–597، شيلينغ .
- يونغ، جون بارك (1925). العملة الأوروبية والتمويل . لجنة التحقيق الأمريكية في الذهب والفضة.

قالب:Shilling